# Eucalyptus roycei
Eucalyptus roycei ist eine Pflanzenart innerhalb der Familie der Myrtengewächse (Myrtaceae). Sie kommt an der Westküste von Western Australia vor und wird dort „Shark Bay Mallee“ genannt.

## Beschreibung

### Erscheinungsbild und Blatt
Eucalyptus roycei wächst in der Wuchsform der Mallee-Eukalypten, dies ist eine Wuchsform, die mehr strauchförmig als baumförmig ist, es sind meist mehrere Stämme vorhanden, die einen Lignotuber ausbilden; oder als Baum, der Wuchshöhen von 2 bis 6 Meter erreicht. Die graue, grau-braune oder gelbe Borke ist am gesamten Baum glatt und schält sich in kurzen Streifen oder kleinen, mehreckigen Flicken. Öldrüsen gibt es sowohl in der Borke als auch im Mark.
Bei Eucalyptus roycei liegt Heterophyllie vor. An mittelalten Exemplaren sind die Laubblätter sitzend, elliptisch, gerade, ganzrandig und matt grau-grün. Die gegenständigen, auf Ober- und Unterseite gleichfarbig matt grünen Laubblätter an erwachsenen Exemplaren besitzen eine Blattspreite, die lanzettlich, breit-lanzettlich oder eiförmig, sich zur Spreitenbasis hin verjüngt, ein spitzes oder zugespitztes oberes Ende besitzt und gerade oder sichelförmig gebogen sein kann. Die erhabenen Seitennerven gehen in einem spitzen Winkel vom Mittelnerv ab. Die Keimblätter (Kotyledone) sind nierenförmig.

### Blütenstand und Blüte
Seitenständig an einem im Querschnitt stielrunden oder vierkantigen Blütenstandsschaft stehen in einem einfachen Blütenstand nur etwa drei Blüten. Die Blütenknospen sind eiförmig oder zylindrisch und nicht blaugrün bemehlt oder bereift. Die Kelchblätter sind auf vier Zähne auf dem Blütenbecher (Hypanthium) reduziert. Die glatte Calyptra ist halbkugelig oder konisch, so lang wie der gestreifte oder gerippte Blütenbecher und breiter als dieser. Die Blüten sind gelb oder cremeweiß. Die Blütezeit reicht in Western Australia von Januar bis März.

### Frucht
Die gestielte Frucht ist zylindrisch. Der Diskus ist eingedrückt, die Fruchtfächer sind eingeschlossen.

## Vorkommen
Das natürliche Verbreitungsgebiet von Eucalyptus roycei liegt an der mittleren Westküste von Western Australia an der Shark Bay. Eucalyptus roycei kommt nur im selbständigen Verwaltungsbezirk Shark Bay in der Region Gascoyne vor.
Eucalyptus roycei gedeiht auf Sandebenen auf kalkhaltigen, roten Sandböden.

## Taxonomie
Die Erstbeschreibung von Eucalyptus roycei erfolgte 1969 durch Stella Grace Maisie Carr und Dennis John Carr in Proceedings of the Royal Society of Victoria, Volume 83, S. 159. Das Typusmaterial weist die Beschriftung „E. M. Scrymgeour and S. G .M. Carr 284. PERTH; paratypes, E. M. Scrymgeour and S. G. M. Carr 293, 297. PERTH“ auf.